# Anthony Grundy
Anthony Montreace Grundy, (Louisville, 15 de abril de 1979-Ibidem., 14 de noviembre de 2019) fue un jugador de baloncesto estadounidense. Con 1.89 metros de estatura, jugaba en la posición de escolta. 
Anthony Grundy falleció a los 40 años tras ser apuñalado en una disputa en Louisville.

## Trayectoria
- Universidad de North Carolina State (1998-2002)
- EWE Baskets Oldenburg (2002-2003)
- Great Lakes Storm (2003)
- Erdgas Ehingen (2004)
- Raleigh Knights (2004)
- Ockelbo BBK (2004)
- Bnei HaSharon (2004-2005)
- Villa Duarte de Calero (2005)
- Panteras de Miranda (2005)
- Roanoke Dazzle (2005-2006)
- Atlanta Hawks (2006)
- Teramo Basket (2006-2007)
- Panellinios Atenas( 2007-2009)
- Basket Club Ferrara (2009-2010)
- AEK Atenas BC (2010-2011)
- Mersin BŞB (2011-2012)
- EK Kavala (2012-2013)
- Hacettepe (2013)